# Скляні окуні
Скляні окуні (Ambassidae) — родина риб ряду Окунеподібних (Perciformes). Назва походитьт від грец. Ανάβασις, що означає «лазячий».

## Опис
Максимальна довжина скляних окунів — близько 26 см. У хребті 24-25 хребців. Спинний і підхвостовий плавціі з 7-11 променями, черевний плавець з п'ятьма променями. Спинний плавець з 7-8 шипами, підхвостовий — з трьома, черевний — з одним. Тіла багатьох видів прозорі або напівпрозорі, тому скляні окуні нерідко розводяться в акваріумах.

## Ареал
Скляні окуні зустрічаються у водах Індійського і західної частини Тихого океанів, що омивають Азію та Океанію.

## Список родів і видів
Налічується близько 50 видів у восьми родах:
- Рід Ambassis

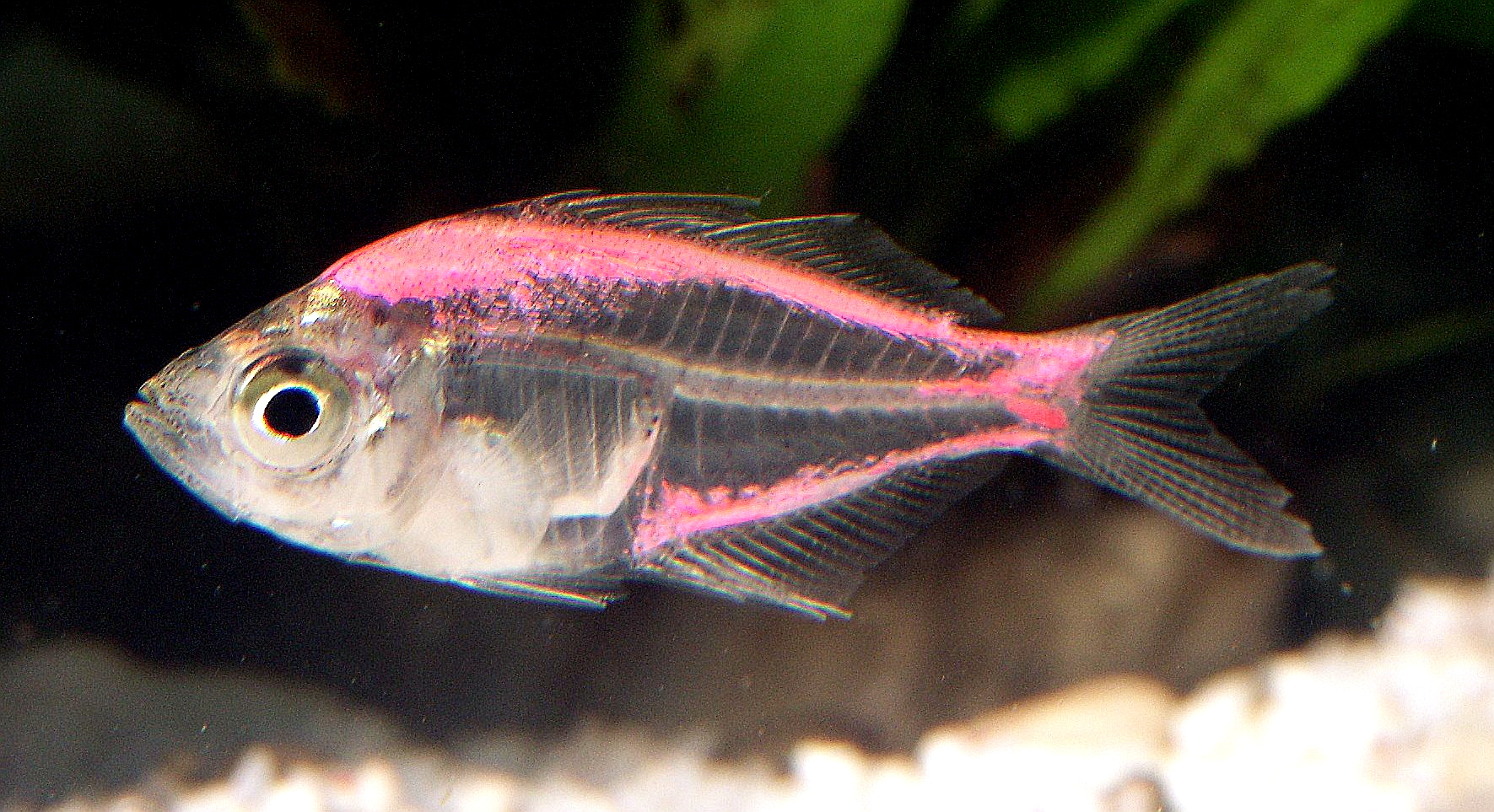
Цей Індійський скляний окунь, Parambassis ranga, «пофарбований» з допомогою ін'єкції рожевого барвника.

  - Ambassis agassizii Steindachner, 1867.
  - Ambassis agrammus Günther, 1867.
  - Ambassis ambassis (Lacépède, 1802).
  - Ambassis buruensis Bleeker, 1856.
  - Ambassis buton Popta, 1918.
  - Ambassis dussumieri Cuvier, 1828.
  - Ambassis elongatus (Castelnau, 1878).
  - Ambassis fontoynonti Pellegrin, 1932.,
  - Ambassis gymnocephalus (Lacépède, 1802).
  - Ambassis interrupta Bleeker, 1852.
  - Ambassis jacksoniensis (Macleay, 1881).
  - Ambassis kopsii Bleeker, 1858.
  - Ambassis macleayi (Castelnau, 1878).
  - Ambassis macracanthus Bleeker, 1849.
  - Ambassis marianus Günther, 1880.
  - Ambassis miops Günther, 1872.
  - Ambassis muelleri Klunzinger, 1880.
  - Ambassis nalua (Hamilton, 1822).
  - Ambassis natalensis Gilchrist & Thompson, 1908.
  - Ambassis productus Guichenot, 1866.
  - Ambassis urotaenia Bleeker, 1852.
  - Ambassis vachellii Richardson, 1846.
- Рід Chanda
  - Chanda nama Hamilton, 1822.
- Рід Denariusa
  - Denariusa australis (Steindachner, 1867).
  - Denariusa bandata Whitley, 1948.
- Рід Gymnochanda
  - Gymnochanda filamentosa Boeseman, 1957.
  - Gymnochanda flamea Roberts, 1994.
  - Gymnochanda limi Kottelat, 1995.
- Рід Paradoxodacna
  - Paradoxodacna piratica Roberts, 1989.
- Рід Parambassis
  - Parambassis altipinnis Allen, 1982.
  - Parambassis apogonoides (Bleeker, 1851).
  - Parambassis confinis (Weber, 1913).
  - Parambassis dayi (Bleeker, 1874).
  - Parambassis gulliveri (Castelnau, 1878).
  - Parambassis lala (Hamilton, 1822).
  - Parambassis macrolepis (Bleeker, 1857).
  - Parambassis pulcinella Kottelat, 2003.
  - Parambassis ranga (Hamilton, 1822).
  - Parambassis siamensis (Fowler, 1937).
  - Parambassis tenasserimensis Roberts, 1994.
  - Parambassis thomassi (Day, 1870).
  - Parambassis vollmeri Roberts, 1994.
  - Parambassis wolffii (Bleeker, 1851).
- Рід Pseudambassis
  - Pseudambassis alleni Datta & Chaudhuri, 1993.
  - Pseudambassis baculis (Hamilton, 1822).
  - Pseudambassis roberti Datta & Chaudhuri, 1993.
- Рід Tetracentrum
  - Tetracentrum apogonoides (Bleeker, 1851).
  - Tetracentrum caudovittatus (Norman, 1935).
  - Tetracentrum honessi (Schultz, 1945).